# Willy Truye

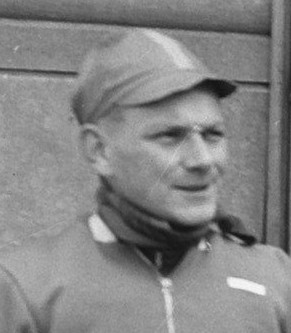
Willy Truye (1955)

Willy Truye (* 6. April 1934 in Zwevegem; † 17. Januar 2024 ebenda) war ein belgischer Radrennfahrer und nationaler Meister im Radsport.

## Sportliche Laufbahn
1954 gewann er die nationale Meisterschaft im Straßenrennen der Unabhängigen und wurde Dritter der Belgien-Rundfahrt für Unabhängige. In dieser Klasse gewann er auch 1955 die Flandern-Rundfahrt. 1957 gewann er den Grand Prix d’Isbergues. Von 1955 bis 1962 war er als Berufsfahrer aktiv. Truye bestritt Radrennen in der Sommersaison, im Winter arbeitete er in einer Möbelfabrik. Sein größter Erfolg war der Sieg in der Tour du Nord 1958, den er 1960 wiederholen konnte.

## Berufliches
Nach einem Unfall beendete er 1962 seine Laufbahn und arbeitete als Händler für Motorräder.

## Familiäres
Seine Enkel Baptiste, Edward und Emiel Planckaert waren ebenfalls als Radrennfahrer aktiv.